# Championnat de Singapour de football 1985
Navigation
Saison 1984 Saison 1986
La saison 1985 du Championnat de Singapour de football est la cinquante-troisième édition de la première division à Singapour. Le championnat est organisé sous forme d'une poule unique où toutes les équipes se rencontrent deux fois au cours de la saison. En fin de saison, les deux derniers du classement sont relégués et remplacés par les deux meilleurs clubs de Second Division, la deuxième division singapourienne.
C'est le club de Police SA qui remporte le championnat cette saison, après avoir terminé en tête du classement final, avec sept points d'avance sur Farrer Park United et Singapore Armed Forces FC. C'est le tout premier titre de champion de Singapour de l'histoire du club.

## Les clubs participants
| - Farrer Park United - Police SA - Tiong Bahru CSC - Singapore Armed Forces FC - Tampines Rovers | - Changi United – Promu de Second Division - Farrer Park Dynamos - Geylang International - South Avenue – Promu de Second Division - Toa Payoh United |

## Compétition
Le barème de points servant à établir le classement se décompose ainsi :
- Victoire : 3 points ;
- Match nul : 1 point ;
- Défaite : 0 point.

### Classement
| Rang | Équipe                    | Pts | J  | G  | N | P  | Bp | Bc | Diff |
| ---- | ------------------------- | --- | -- | -- | - | -- | -- | -- | ---- |
| 1    | Police SA                 | 45  | 18 | 14 | 3 | 1  | 34 | 11 | +23  |
| 2    | Farrer Park United        | 38  | 18 | 12 | 2 | 4  | 41 | 22 | +19  |
| 3    | Singapore Armed Forces FC | 38  | 18 | 9  | 1 | 8  | 25 | 25 | 0    |
| 4    | Toa Payoh United          | 27  | 18 | 8  | 3 | 7  | 20 | 24 | -4   |
| 5    | Tampines RoversT          | 26  | 18 | 8  | 2 | 8  | 31 | 27 | +4   |
| 6    | Geylang International     | 26  | 18 | 7  | 5 | 6  | 26 | 22 | +4   |
| 7    | Tiong Bahru CSCC          | 20  | 18 | 4  | 8 | 6  | 30 | 29 | +1   |
| 8    | Farrer Park Dynamos       | 17  | 18 | 5  | 2 | 11 | 21 | 33 | -12  |
| 9    | Changi UnitedP            | 14  | 18 | 3  | 5 | 10 | 17 | 36 | -19  |
| 10   | South AvenueP             | 12  | 18 | 3  | 3 | 12 | 20 | 41 | -21  |

|  | Champion de Singapour 1985                                                                   |
|  | Relégation en Second Division                                                                |
|  | T : Tenant du titre C : Vainqueur de la Coupe de Singapour P : Club promu de Second Division |

## Bilan de la saison
| Championnat de Singapour de football 1985 |                       |
| Champion                                  | Police SA (1er titre) |
| Coupes et trophées                        |                       |
| Vainqueur de la Coupe de Singapour 1985   | Tiong Bahru CSC       |
| Promotions et relégations                 |                       |
| Promus en National Football League        | Ayer Rajah Wanderers  |
| Promus en National Football League        | Changi CSC            |
| Relégués en Second Division               | Changi United         |
| Relégués en Second Division               | South Avenue          |